# Велчев, Иван
Иван Митов Велчев (болг. Иван Митов Велчев; 1920, Градешница — 2005, София) — болгарский военный, коммунистический партизан 1940-х. Полковник вооружённых сил НРБ. В 1965 — начальник канцелярии (кабинета) министра обороны, участник заговора против Тодора Живкова. Был арестован госбезопасностью, осуждён на 15 лет заключения. Реабилитирован в 1990.

## Коммунист-партизан
Родился в крестьянской семье. Отец Ивана Велчева участвовал в Сентябрьском восстании 1923. Учился в Экономическом университете Варны. Входил в студенческую прокоммунистическую организацию. В 1940 вступил в БКП. Оставил учёбу, ушёл в коммунистическое подполье.
В годы Второй мировой войны воевал в коммунистическом партизанском отряде Гаврил Генов, командовал подразделением. Носил псевдоним Илчо. Командиром отряда являлся Цоло Крыстев, его помощником — Цвятко Анев, политкомиссаром — Иван Тодоров-Горуня.

## Военный заговорщик
После прихода БКП к власти Иван Велчев поступил на армейскую службу. Проходил военное обучение в СССР. Служил в ОКВС Организации Варшавского договора, в министерстве обороны НРБ. В 1965 назначен начальником канцелярии (кабинета) министра обороны генерала Добри Джурова.
Иван Велчев придерживался ортодоксально-коммунистических взглядов и не одобрял относительную либерализацию режима при Тодоре Живкове. Осенью 1964 он присоединился к заговору с целью свержения Живкова, во главе которого стояли его товарищи по партизанскому отряду Тодоров-Горуня, Крыстев и Анев. В апреле 1965, наряду с другими заговорщиками (кроме покончившего с собой Горуни) Велчев был арестован госбезопасностью и предстал перед судом. Приговорён к 15 годам заключения — наибольший срок из всех заговорщиков.

## После реабилитации
В 1990 участники заговора Горуни были реабилитированы и признаны «борцами против диктатуры Живкова» (несмотря на то, что стремились к установлению более жёсткого режима маоистского толка). Иван Велчев возглавил Болгарский антифашистский союз. В 1994 избирался депутатом Народного собрания. Главный секретарь Болгарского антифашистского союза.
Неоднократно высказывал своё видение событий 1965 года. Наиболее критично отзывался о Тодоре Живкове и Мирчо Спасове.